# Фрідман Еліус Мойсейович
Фрі́дман Е́ліус Мойсе́йович (10 вересня (28 серпня) 1904, Кишинів, Бессарабська губернія, Російська імперія — 21 січня 1982, Київ, Українська РСР, СРСР), радянський скульптор-монументаліст, заслужений діяч мистецтв УРСР (1964)

## Біографія
Народився в Кишиневі, тепер Молдова. У 1910 році разом з родиною переїхав до Одеси. У 1916 році закінчив початкове училище, у 1918 році екстерном склав іспити за 7-й клас гімназії. У 1925–1929 роках навчався в Одеському політехнікумі образотворчого мистецтва. У 1931–1937 роках — директор Всеукраїнської художньої виставки. З 1937 року — на творчій роботі. Кандидатуру Еліуса Фрідмана висували на здобуття Сталінської премії за видатні твори в галузі образотворчого мистецтва 1949 року.
Помер 1982 року в Києві, тепер Україна.

## Творчість
У співавторстві з Юхимом Білостоцьким і Григорієм Пивоваровим виконав композиції «Стахановці промисловості» та «Стахановці сільського господарства» для павільйону УРСР на Всесоюзній сільськогосподарській виставці в Москві (1937), у співавторстві з Юхимом Білостоцьким ряд пам'ятників у Донецьку, Умані, Кривому Розі, Петрозаводську, Херсоні; портретні погруддя: Амвросія Бучми, Юрія Шумського (1947), Василя Касіяна, Івана Паторжинського (1961), Леоніда Булаховського (1962), статуя Володимира Леніна в залі Верховної Ради УРСР (1961, демонтовано на початку 1990-х років) та ін.

## Зображення

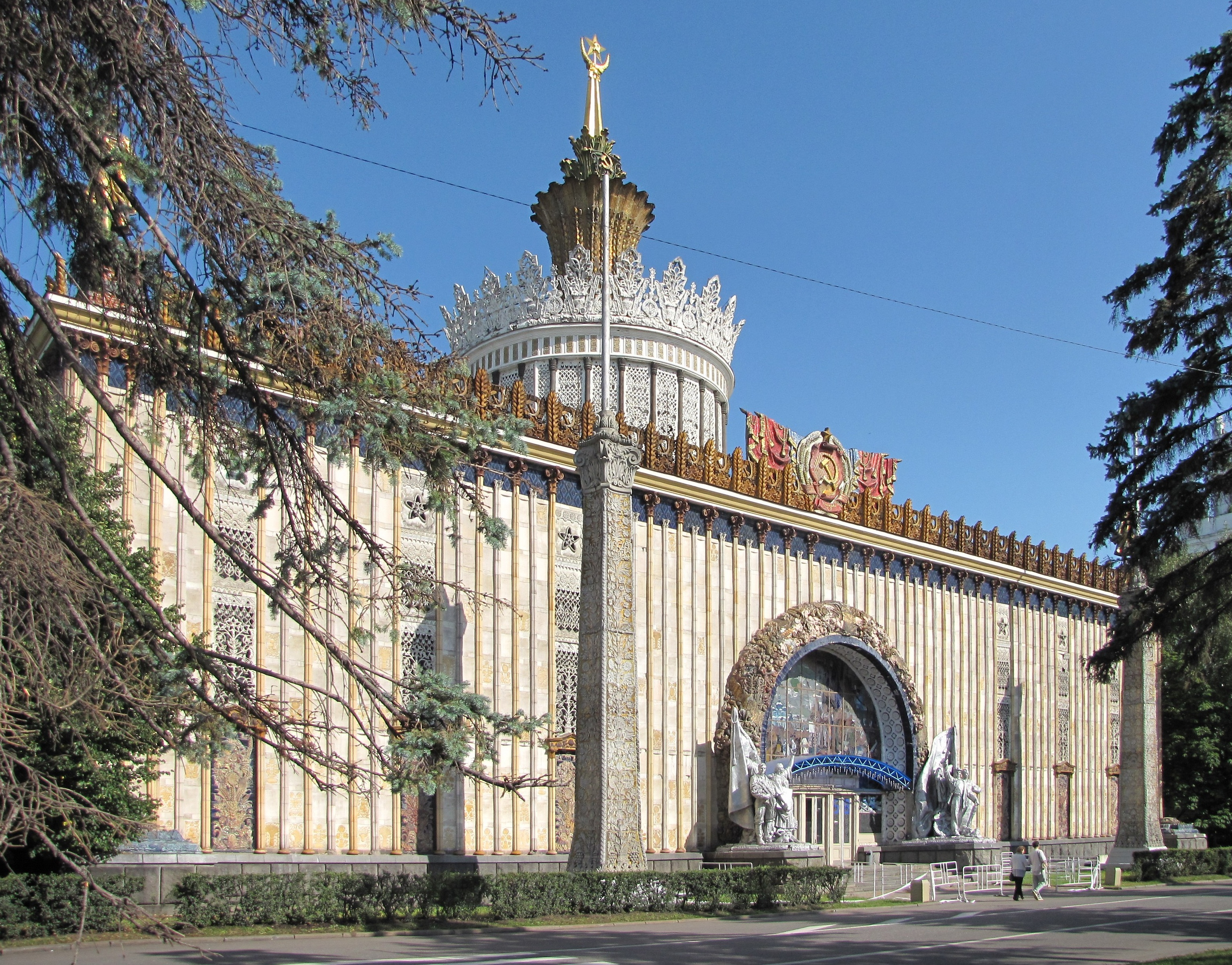
Павільйон «Україна» на ВДНГ у Москві
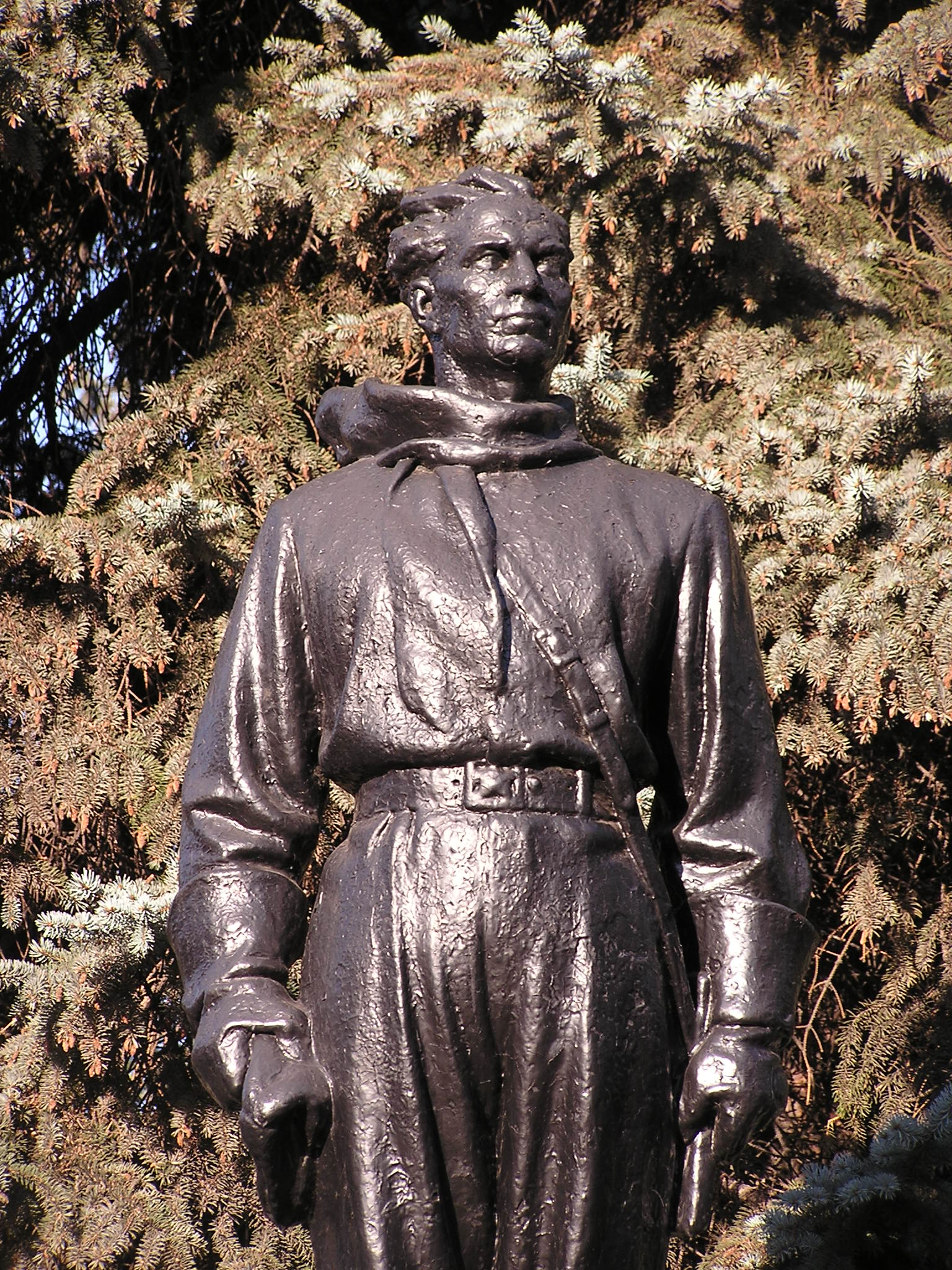
Пам'ятник стратонавтам у Донецьку (1938, встановлено 1953)
Пам'ятник Леніну на заводі «Ленінська кузня» в Києві (1952, зруйновано «невідомими» в лютому 2014)
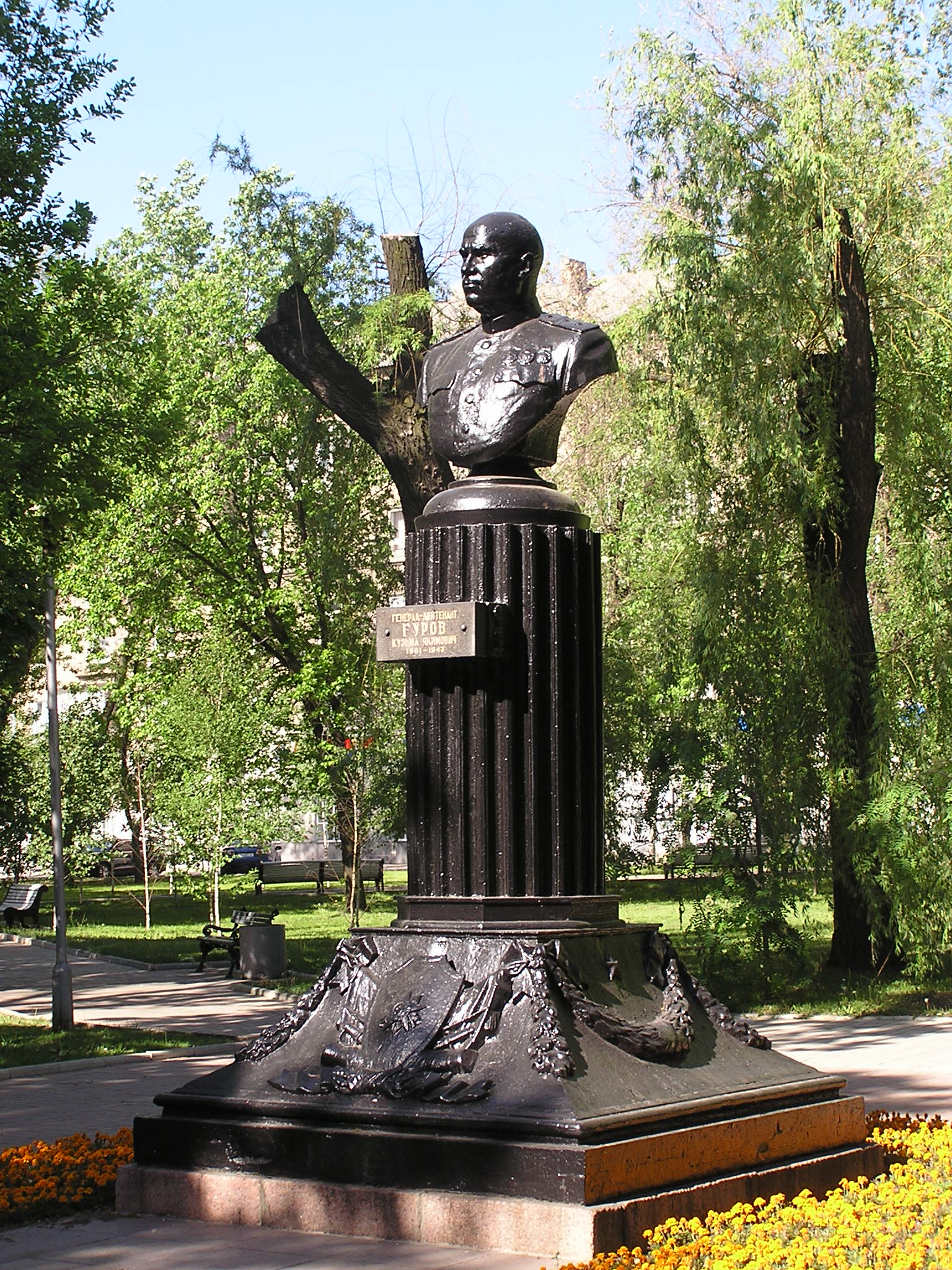
Пам'ятник Гурову в Донецьку (1954)
Пам'ятник Григорію Котовському в Умані (1957)
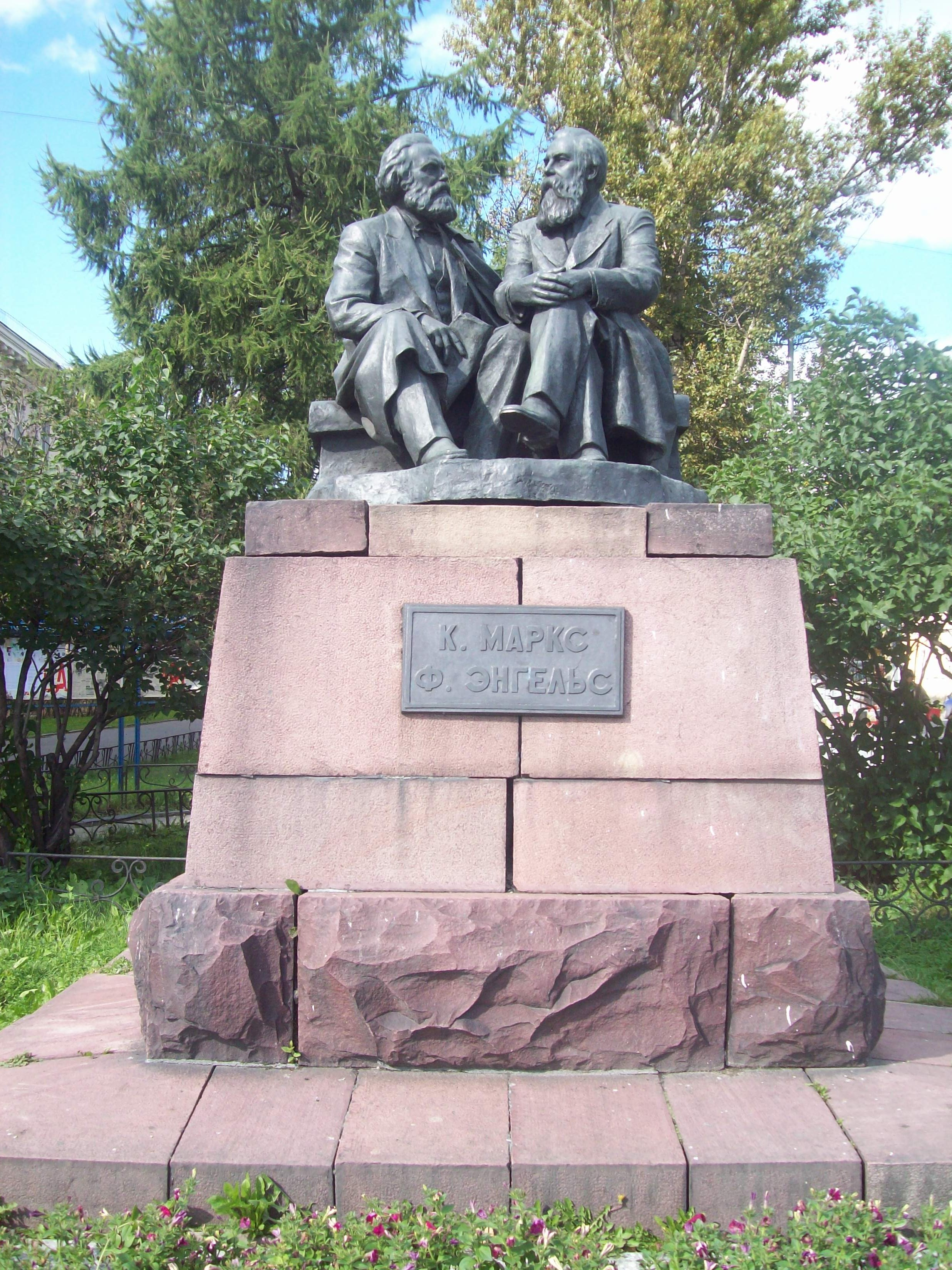
Пам'ятник Карлу Марксу та Фрідріху Енгельсу в Петрозаводську (1960)